# Nicolas Wilgenbus
Nicolas Wilgenbus est un luthier français, né le 6 juin 1978 dans le Val-d'Oise.

## Présentation
Nicolas Wilgenbus est un facteur de guitare installé dans le sud de l'île de La Réunion, à Saint Joseph.
Il commence le travail du bois en l'an 2000 dans les Pyrénées, où il suit une formation d'ébéniste. En 2001, il réalise ses premières guitares en autodidacte.
En 2003, il arrive sur l'île de la Réunion où il continue à parfaire ses techniques de fabrication, il crée alors ses premiers modèles qui se distinguent par un design contemporain. En 2007, il entame des recherches en acoustique et en ergonomie qui, quatre ans plus tard, déboucheront sur un concept novateur « le manche intégral ».
Il obtient en 2013 auprès de l'Institut national de la propriété industrielle (I.N.P.I.) un brevet d'invention pour son innovation.
Depuis son travail a été cité par divers organismes de presse : Guitarist acoustic (tirage international), laguitare.com,, Le Quotidien de la Réunion,, le Journal de l'île de la réunion…

## Le manche intégral

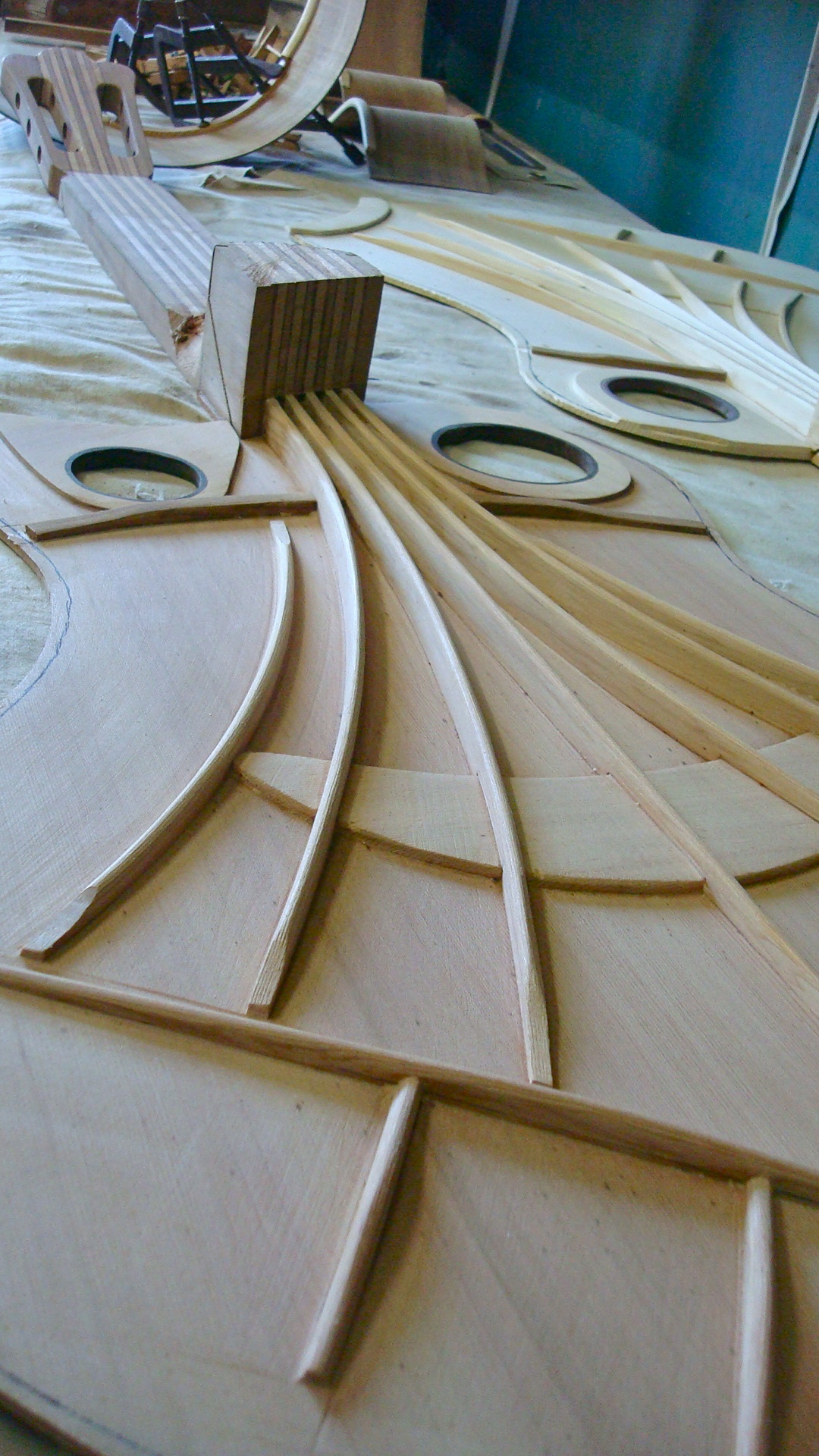
Fabrication manche intégral

### Les barrages
Initialement prévus comme renforts mécaniques, les barrages participent activement à l'équilibre harmonique des instruments. En effet, en fonction de leur positionnement et leur usinage, ces brides vont accentuer ou couper la résonance des instruments, mais également favoriser les aiguës ou les graves ou encore modifier la puissance sonore projetée.
Les modèles de barrages parmi les plus connus et les plus utilisés sont des barrages développés il y a environ 160 ans. On trouve les barrages en X (X bracing) créés en 1840/1845, typiques des guitares folk nord américaines de type C.F. Martin & Co ou les barrages en éventails (fan bracing) créés au cours du XIXe sciècle par Antonio de Torres.
Depuis, quelques innovateurs ont trouvé plusieurs autres techniques de fabrication, tel Michael Kasha ou Greg Smallman, mais dans l'ensemble, les facteurs de guitares actuels utilisent des techniques inspirées des grands maîtres du siècle passé.

### Le concept du manche intégral
Le manche intégral est une nouvelle conception du manche des instruments à cordes pincées ou frottées qui unifie le manche de la guitare avec ses barrages.
Les barrages ayant besoin d'être d'une faible densité et le manche d'une densité moyenne. Nicolas Wilgenbus a créé un "manche/barrage" en lamellé-collé, dans lequel des lamelles en bois tendres sont intercalées entre des lamelles de bois dur. Les lamelles en bois tendre se prolongent sous la table d'harmonie, faisant office de barrages et de conducteurs acoustiques, tandis que les lamelles en bois dur assurent la stabilité du manche.

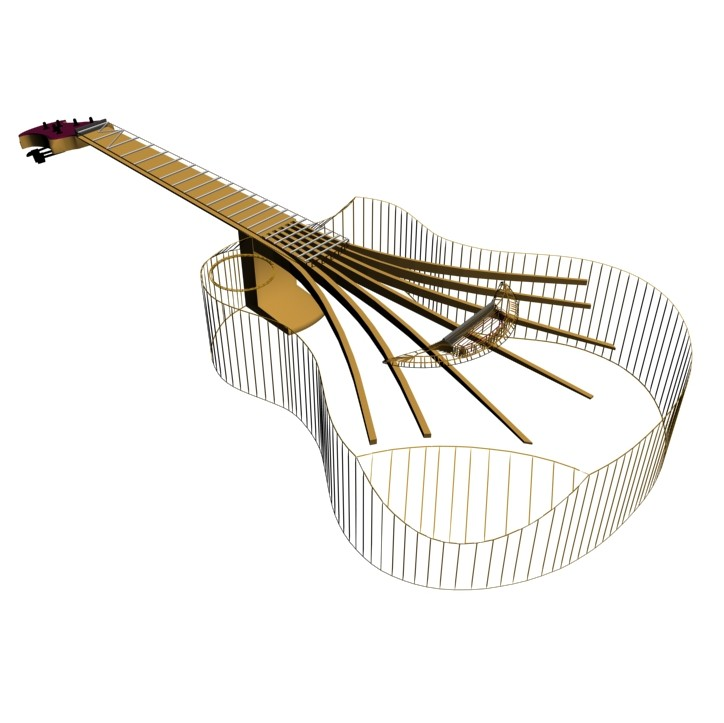
Dessin du Manche Intégral

Le fait que le manche se prolonge sous la  table d'harmonie jusqu'à dépasser le point d'encrage des cordes, a pour effet de stabiliser et de renforcer l'assemblage manche/caisse supprimant ainsi l'effet de charnière .
Pour mieux répartir les ondes sonores, les parties se prolongeant sous la table d'harmonie sont disposées en éventail, puis usinées, retrouvant ainsi l'idée du "fan bracing" de Antonio de Torres, mais dans la continuité du manche.
Ce manche/barrage d'un seul tenant permet de répartir les forces mécaniques et les ondes vibratoires à l'ensemble de la table d'harmonie, garantissant des instruments vibrants, sonores et stables.
Ce principe de manche intégral initialement conçu pour la guitare, se révèle performant sur d'autres catégories d'instruments acoustiques comme des guitares basses, vièles à archet, harpes, ukulélés…
Le manche intégral a été l'objet d'une étude universitaire, menée par Antoine Achard et Thierry Martin, (promotion 2013/2014) au sein de l'École nationale supérieure d'ingénieurs du Mans (ENSIM).